# Tsarítsani
Tsarítsani är en ort i Grekland.   Den ligger i prefekturen Nomós Larísis och regionen Thessalien, i den centrala delen av landet, 250 km nordväst om huvudstaden Aten. Tsarítsani ligger 364 meter över havet och antalet invånare är 2 514.
Terrängen runt Tsarítsani är kuperad. Runt Tsarítsani är det ganska glesbefolkat, med 39 invånare per kvadratkilometer. Närmaste större samhälle är Týrnavos, 16,8 km söder om Tsarítsani. Trakten runt Tsarítsani består till största delen av jordbruksmark.